# Аль-Хуррия
«Аль-Хуррия» — сирийский футбольный клуб из Алеппо. Основан в 1952 году. Домашней ареной клуба является стадион «Аль-Джалаа», вмещающий 10 тысяч человек. Клубные цвета: зелёный и белый.

## История
Клуб был основан в 1952 году под названием «Аль-Араби», а своё нынешнее имя «Аль-Хуррия» получил 10 августа 1972 года. В своей истории команда одержала две победы в чемпионате Сирии — в сезонах 1991/92 и 1993/94. Последний раз в число лучших команд чемпионата «Аль-Хуррия» входила в 2013 году, заняв тогда третье место. По итогам сезона 2023/24 клуб финишировал на последнем, 12-м месте и вылетел в низший дивизион.
Единственный раз в финале Кубка Сирии команда сыграла в 1992 году, где сумела обыграть «Аль-Иттихад» со счётом 1:0.
В разные годы за «Аль-Хуррию» выступали иностранные футболисты, среди которых, в частности, были Мустафа Баяль Салль (Сенегал) и Эссам Яссин (Ирак).

## Достижения
Чемпионат Сирии по футболу:
- Первое место: 1991/92, 1993/94
- Второе место: 1979/80
- Третье: 1975/76, 1976/77, 1982/83, 1992/93, 1995/96, 2013

Кубок Сирии по футболу:
- Первое место: 1991/92